# Murermestervilla
En murermestervilla er oftest bygget i perioden 1910 til 1940 og igen i 1950’erne. En murermestervilla er et solidt opført hus efter periodens traditionelle håndværksmæssige metoder, og ikke tegnet af en arkitekt.
Hustypen er præget af teglsten og med tegltag og håndværksmæssig tradition og stor forkærlighed for teglstensarkitekturen, hvilket kan ses i forskellige facadedetaljer.
Karakteristika er murværket og taget, som er markant med en høj hældning (45 grader) dækket med teglsten. Murstenene var ofte blødstrøgen tegl, gule eller røde. I de oprindelige murermestervillaer er taget ofte halv-afvalmet i gavlene. Her er der normalt ikke tagudhæng. I 50'ernes varianter vil der dog ofte være et markant tagudhæng. 
I gavlene var vinduer og døre som regel placeret i symmetrisk orden, medens facaden var mere fantasifuld med forskellige elementer og former, som for eksempel en stor karnap, en entredør, der var indrammet med muret kam, og måske vinduer med vinduesskodder for at opnå balance i facadebillede.